# Rubri (metge)
Rubri (en llatí Rubrius) era un metge romà que va viure probablement al començament o la meitat del segle i.
És esmentat per Plini el Vell que diu que guanyava cada any uns 250.000 sestercis, una suma que Plini considerava una quantitat exorbitant i que dona idea de les grans quantitats dels guanys dels metges en aquell temps.